# Svensk Front
Svensk Front var en politisk ungdomsorganisation som 1938 under Bengt-Olov Ljungbergs ledning anslöts till Sveriges Nationella Förbund (SNF). Under Ljungbergs fortsatta ledning etablerades dock från 1939 då nybildade Nationell Ungdom som ungdomsorganisation för SNF.